# Стародубцев, Василий Александрович
Васи́лий Алекса́ндрович Староду́бцев (25 декабря 1931, Воловчик, Центрально-Чернозёмная область — 30 декабря 2011, Новомосковск, Тульская область) — российский государственный деятель, советский партийный и политический деятель. Народный депутат СССР (1989—1992). С июня 1990 по август 1991 года — председатель Крестьянского союза СССР, с 18 по 21 августа 1991 года — член ГКЧП, бывший председатель Агропромышленного союза России, член ЦК КПРФ с 1995 года, в 1997—2005 годах — губернатор Тульской области, депутат Государственной Думы Федерального Собрания Российской Федерации пятого и шестого созывов. Герой Социалистического Труда (1976). Один из инициаторов создания Аграрной партии России.

## Биография
Родился в крестьянской семье.
Трудовую деятельность начал в 16 лет рядовым колхозником, позднее работал прицепщиком, а впоследствии стал бригадиром колхоза в Липецкой области. С 1949 года — грузчик, хоздесятник, товаровед строительно-монтажного управления № 22 «Особстрой» в городе Жуковском (Московская область), одновременно учился на лётных курсах в аэроклубе. После его окончания призван в ряды Вооружённых сил, в 1951—1955 проходил службу в частях военной авиации, летал бортмехаником на боевых самолётах, уволен в запас в звании младшего лейтенанта.
С 1955 года — навалокрепильщик, механик-машинист горных машин на шахте № 36 треста «Сталиногорскуголь» в городе Новомосковск (Тульская область). В 1959—1965 годах учился в Воронежском сельскохозяйственном институте, имеет специальность «учёный агроном-экономист». В 1966 году окончил Всесоюзный сельскохозяйственный институт заочного образования по специальности «экономика и организация сельского хозяйства». В 1964—1997 — председатель колхоза им. Ленина Новомосковского района (в 1977 году перспективное хозяйство было преобразовано в племзавод-колхоз, в 1984 году — в агропромышленное объединение «Новомосковское»). 
С 1986 года — председатель Всесоюзного совета колхозов, в марте 1989 года был избран народным депутатом СССР по квоте объединения. В апреле 1990 года был избран председателем Союза аграрников РСФСР; председатель Крестьянского союза СССР с июня 1990 по август 1991 года. В 1990—1991 годах являлся членом ЦК КПСС. Во время избирательной кампании 1991 года был доверенным лицом кандидата в президенты председателя Совмина СССР Николая Рыжкова. В июле 1991 года подписал обращение «Слово к народу».

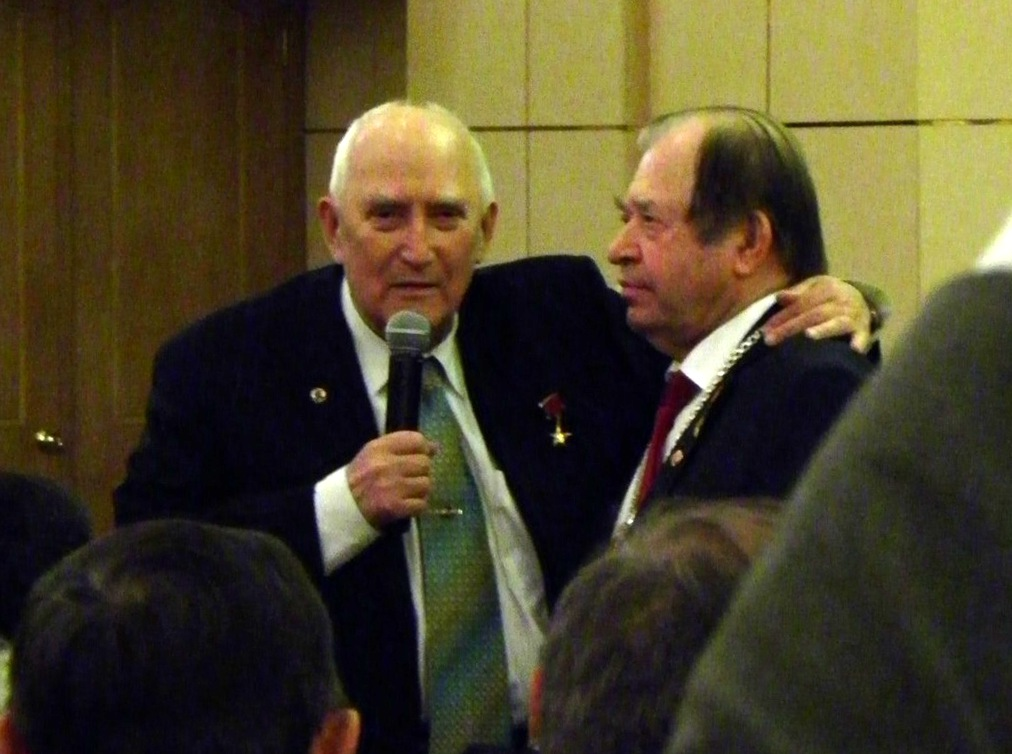
Конструктор А. Г. Шипунов с В. А. Стародубцевым (справа) на юбилее последнего, 28 декабря 2011 года

На период 18—21 августа 1991 года — член Государственного комитета по чрезвычайному положению в СССР (ГКЧП); в этом качестве готовил проект Указа Комитета «О спасении урожая». После провала и самороспуска комитета был арестован как участник попытки государственного переворота, ему было официально предъявлено обвинение по статье 64 Уголовного Кодекса РСФСР (измена Родине). 22 августа Президиум Верховного Совета СССР дал согласие на привлечение к уголовной ответственности и арест Стародубцева. На следующий день он был арестован и находился в СИЗО «Матросская тишина» в Москве. 2 января 1992 года депутатские полномочия Стародубцева были прекращены в связи с распадом СССР. В июне 1992 года Стародубцев освобождён из-под стражи по состоянию здоровья под подписку о невыезде с места жительства (остальные члены ГКЧП были освобождены только лишь в январе 1993 года), вернулся на прежнюю работу в возглавляемый им прежде Аграрный союз России; некоторое время руководил Крестьянским союзом СНГ.
В 1993—1995 — депутат Совета Федерации Федерального Собрания России.
В 1997—2005 — глава администрации (губернатор) Тульской области.
В 2007 году был избран депутатом Государственной Думы V созыва по списку Коммунистической партии Российской Федерации по Тульской области. Работал членом Комитета Государственной Думы России по аграрным вопросам, а также заместителем председателя Комиссии Государственной Думы РФ по мандатным вопросам и вопросам депутатской этики.
В 2011 году так же, по списку Коммунистической партии Российской Федерации по Тульской области, избран депутатом Государственной Думы РФ шестого созыва.
Василий Стародубцев умер 30 декабря 2011 года в 4:30 утра в Новомосковской городской больнице, куда был госпитализирован накануне с сердечным приступом. За день до этого Стародубцева чествовали в региональном правительстве, где ему было присвоено звание Почётного гражданина Тульской области. Гражданская панихида прошла 1 января 2012 года в Доме культуры железнодорожников города Тулы, а отпевание состоялось 2 января в церкви Спаса Всемилостивого села Спасское Новомосковского района с воинскими почестями (храм восстановлен по инициативе Стародубцева в то время, когда он возглавлял колхоз им. Ленина). Экс-губернатора похоронили на сельском кладбище села Спасское рядом с могилами жены и сына.

## Научная деятельность
Кандидат сельскохозяйственных наук (1973), член-корреспондент ВАСХНИЛ (1988), действительный член Международной академии информационных процессов и технологий.
Автор более 50 научных работ, в том числе 13 книг и брошюр.

### Избранные труды
Источник — электронные каталоги РНБ.
- Должностные обязанности специалистов колхоза в условиях полного хозрасчета : Докум.-метод. пособие / Сост.: В. А. Стародубцев и др.. — М.: Роагропромиздат, 1989. — 413 с. — 62 000 экз. — ISBN 5-260-00475-2.
- Опыт совершенствования структур управления в колхозах и совхозах агропромышленного объединения «Новомосковское» Тульской области / [Подгот.: В. А. Стародубцев и др.].. — М.: ВНИЭТУСХ, 1988. — 12 с. — 5000 экз.
- Стародубцев В. А. Вместе победим : [Ответы на вопр.]. — М.: Палея, 1997. — 31 с. — (Жизнь замечательных россиян). — 5000 экз. — ISBN 5-86020-230-X.
- Стародубцев В. А. Нужны ли колхозы? : [Размышления пред. колхоза им. Ленина Новомоск. р-на Тул. обл.]. — М.: Сов. Россия, 1990. — 157 с. — 10 000 экз. — ISBN 5-268-01364-5.
- Стародубцев В. А. Разработка основных элементов технологии содержания молочного скота: (на примере колх. им. Ленина Новомосковского р-на Тульской обл.): Автореф. дис. … канд. с.-х. наук. — Дубровицы Моск. обл., 1973. — 31 с.
- Стародубцев В. А. Человек и техника : [Рассказ пред. колхоза им. Ленина Новомоск. р-на]. — Тула: Приок. кн. изд-во, 1979. — 121 с. — (Поиск. Инициатива. Опыт). — 5000 экз.
- Стародубцев В. А., Арцименя В. В. Животноводство — на промышленную основу. — М.: Профиздат, 1979. — 47 с. — (Библиотечка сельского профсоюзного активиста ; 10). — 100 000 экз.
- Стародубцев В. А. и соавт. Агропромышленное объединение «Новомосковское» : [Новомоск. р-н Тул. обл. : Опыт создания и деятельности]. — М.: Агропромиздат, 1989. — 144 с. — 4500 экз. — ISBN 5-10-002117-9.
- Стародубцев В. А., Кочетова Н. Т. Опыт работы с молочным стадом в условиях комплекса. — М., 1978. — 23 с. — 2000 экз.
- Стародубцев В. А., Письменная Д. Н., Копылов А. С., Смышляев В. С. Агропромышленное объединение – новая форма хозяйствования. — М.: Знание, 1989. — 48 с. — (Библиотечка «Хозяйствование в новых условиях» : Опыт работы предприятий АПК). — 10 000 экз. — ISBN 5-07-000558-8.
- Стародубцев В. А., Письменная Д. Н., Смышляев В. С. Агропромышленные объединения. — М.: Знание, 1990. — 64 с. — (Новое в жизни, науке, технике. Сельское хозяйство ; 12/1990). — 55 065 экз. — ISBN 5-07-001573-7.
- Стародубцев В. А., Сергеев И. А., Ермоленко В. И. Беспривязно-боксовое содержание коров: [Колхоз им. Ленина Новомосков. р-на]. — М.: Россельхозиздат, 1974. — 55 с. — 20 800 экз.
- Структуры управления колхозов и совхозов района в современных условиях : Докум.-метод. пособие / Сост.: В. А. Стародубцев и др.. — М.: Росагропромиздат, 1990. — 191 с. — 5000 экз.

## Награды и звания
- Герой Социалистического Труда (1976);
- три ордена Ленина (1973, 1976, 1986);
- орден Октябрьской Революции (1971);
- орден «Знак Почёта» (1965);
- лауреат Государственной премии СССР в области науки и техники (1979)[15]
- Благодарность Президента Российской Федерации (25 декабря 2001 года) — за большой вклад в социально-экономическое развитие области и многолетний добросовестный труд[16];
- Почётная грамота Правительства Российской Федерации (18 декабря 2001 года) — за заслуги перед государством,  многолетний добросовестный труд и в связи с 70-летием со дня рождения[17];
- Орден Почёта (29 июля 2004 года, Молдавия) — за значительный вклад в сооружение Мемориального комплекса «Шерпенский плацдарм», особые заслуги в сохранении и пропаганде историко-культурного наследия и в военно-патриотическом воспитании молодого поколения[18];
- орден Святого благоверного князя Даниила Московского II степени;
- Орден Преподобного Сергия Радонежского II степени;
- золотой знак «Горняк России»;
- почётный гражданин Тульской области (2011) и Новомосковска (2000);
- лауреат национальной премии «Человек года−2002» Русского биографического института в номинации «За прославление России/Губернатор года» за плодотворную деятельность по привлечению инвестиций, возрождение экономики и социальной сферы Тульской области и вклад в развитие российского агропромышленного комплекса (с вручением диплома и Серебряного креста)[19].

## Личная жизнь
Был женат, имел дочь и сына. Увлекался чтением классической русской литературы, шахматами, хоккеем, футболом, лёгкой атлетикой.